# Profvoetballer van het Jaar 1994
Het gala van de Profvoetballer van het Jaar 1994 werd georganiseerd op 15 mei 1994. Lorenzo Staelens van Club Brugge won de Belgische voetbaltrofee voor het eerst.

## Winnaars
Lorenzo Staelens was al enkele jaren een sterkhouder bij Club Brugge. De Rode Duivel greep in januari 1994 naast de Gouden Schoen, maar kreeg enkele maanden later met de trofee voor Profvoetballer van het Jaar dan toch een erkenning van zijn collega's. Een half jaar later zou Staelens opnieuw naast de Gouden Schoen grijpen.
Filip De Wilde was de enige speler van RSC Anderlecht, dat in 1994 de dubbel won, die een prijs mee naar huis mocht nemen. Hij werd voor het eerst uitgeroepen tot Keeper van het Jaar.
Robert Waseige werd voor de tweede keer verkozen tot Trainer van het Jaar. Olivier Doll van RFC Seraing kreeg de prijs voor Jonge Profvoetballer van het Jaar.
Guy Goethals werd voor de eerste keer uitgeroepen tot Scheidsrechter van het Jaar en De Nederlander Simon Tahamata kreeg voor het eerst de Fair-Playprijs.

## Uitslag

### Profvoetballer van het Jaar
| Nr. | Land                               | Winnaar          | Club          | Ptn. |
| --- | ---------------------------------- | ---------------- | ------------- | ---- |
| 1.  | Vlag van België                    | Lorenzo Staelens | Club Brugge   | 300  |
| 2.  | Vlag van Roemenië                  | Dorinel Munteanu | Cercle Brugge | 250  |
| 3.  | Vlag van Kroatië · Vlag van België | Josip Weber      | Cercle Brugge | 227  |

### Keeper van het Jaar
| Nr. | Land            | Winnaar        | Club           |
| --- | --------------- | -------------- | -------------- |
| 1.  | Vlag van België | Filip De Wilde | RSC Anderlecht |

### Trainer van het Jaar
| Nr. | Land            | Winnaar         | Club               | Ptn. |
| --- | --------------- | --------------- | ------------------ | ---- |
| 1.  | Vlag van België | Robert Waseige  | Sporting Charleroi | 478  |
| 2.  | Vlag van België | Raoul Peeters   | KV Oostende        | 272  |
| 3.  | Vlag van België | Georges Heylens | RFC Seraing        | 228  |

### Jonge Profvoetballer van het Jaar
| Nr. | Land            | Winnaar      | Club        |
| --- | --------------- | ------------ | ----------- |
| 1.  | Vlag van België | Olivier Doll | RFC Seraing |

### Scheidsrechter van het Jaar
| Nr. | Land            | Winnaar      |
| --- | --------------- | ------------ |
| 1.  | Vlag van België | Guy Goethals |

### Fair-Playprijs
| Nr. | Land               | Winnaar        | Club            |
| --- | ------------------ | -------------- | --------------- |
| 1.  | Vlag van Nederland | Simon Tahamata | Germinal Ekeren |